# Вечерняя школа (фильм, 1981)
«Вечерняя школа» (англ. Night School), в некоторых странах в прокате картина вышла под названием «Глаза ужаса»  — американский слэшер 1981 года, последняя киноработа режиссёра Кена Хьюза. Главные роли в фильме исполнили Леонард Манн, Рэйчел Уорд и Дрю Снайдер. Сюжет сосредоточен на расследовании серии жестоких убийств с обезглавливанием в Бостоне, Массачусетс.

## Сюжет
Энн Бэррон — помощница учителя в детском саду в Бостоне. Однажды вечером она отдыхает на детской площадке на карусели, когда кто-то подъезжает на мотоцикле, одетый в чёрный мотоциклетный шлем. Она вздрагивает, когда незнакомец вытаскивает кукри и начинает вращать карусель. Немного подразнив девушку, он убивает её. Лейтенант Джадд Остин — полицейский, назначенный на это дело. Добравшись до места происшествия, он видит обезглавленную девушку с головой в ближайшем ведре. Директор детсада рассказывает Джадду, что Энн работала там днём и посещала вечерние занятия в колледже Уэнделла.
В больнице Джадд и его напарник Тадж обсуждают похожий случай, произошедший на прошлой неделе, когда ещё одна девушка была найдена обезглавленной с головой в пруду. Они задаются вопросом, есть ли какая-то связь между этими двумя убийствами. В Уэнделле администратор Хелен Гриффин рассказывает Джадду, что Энн была близка с девушкой по имени Ким Моррисон. Когда её спрашивают, был ли у Энн парень, Ким говорит Джадду, что Энн действительно с кем-то встречалась, но она не знает с кем. Джадд входит в класс антропологии профессора Миллетта, чтобы поговорить с ним об Энн. Профессор не дает много информации, но он знакомит Джада со студенткой по обмену Элеонорой Аджаи. Элеонора покидает школу и идет в местную закусочную. Там её пугает Гэри, помощник официанта, у которого, похоже, проблемы с психикой. Официантка Кэрол спрашивает Элеонору, учится ли она в классе Миллета, и намекает, что он спит с кем попало, это раздражает Элеонору и она уходит. Гэри преследует её до дома. Осознав это, она бежит дальше и быстро запирает дверь. Она идет в душ, но кто-то пытается вломиться. Испугавшись, она выходит из душа и натыкается на профессора Миллетта, её бойфренда.
Ким работает в местном аквариуме. Собираясь уйти с работы, она снимает водолазный костюм, и фигура в мотоциклетном шлеме обезглавливает её. Женщина, которая до этого смотрела на черепах, кричит, увидев, как голова Ким падает в аквариум. Джадд наносит визит профессору Миллету и с удивлением видит Элеонору, которая объясняет, что она его научный сотрудник. Затем Джадд сообщает Миллету, что его вторая ученица была убита, и спрашивает его, имел ли он какие-либо романтические отношения с ними. Раздраженный вопросом, Миллет говорит Джадду, чтобы тот ушёл. Элеонора и Миллет ругаются из-за его измен, и она идет в закусочную, чтобы побыть наедине. Профессор следует за ней, и она объявляет, что беременна уже три месяца. Он сочувствует, хотя попутно умудряется флиртовать с официанткой Кэрол. После того, как закусочная закрывается, Кэрол остается убирать заведение. Когда электричество отключается, она направляется в подвал, чтобы выяснить причину. Появляется убийца и нападает на неё. Кэрол убегает, но затем он ловит её в переулке и убивают. На следующий день голову Кэрол находят в наполненной водой раковине, а тело — в мусорном баке. Джадд и Тадж идут в дом Гэри, так как он теперь считается главным подозреваемым, но Джадд не верит, что он был замешан.
Когда Джадд снова приходит в дом профессора Миллетта, он находит коллекцию черепов, взятых у племенных охотников за головами со всего мира. Элеонора не видит в этом ничего плохого. В Уэнделле Хелен говорит Миллетту, чтобы он перестал спать со своими учениками, и советует порвать с ним студентке Кэти, которая признается, что она тоже была близка с профессором. Элен приглашает девушку переночевать у неё дома, в результате чего они пытаются вступить в близость. Хелен убивают, когда она встает, чтобы ответить на звонок, а Кэти убивают вскоре после того, как она обнаруживает голову Хелен в унитазе.
Джадд как раз собирался поговорить с Хелен, когда замечает убегающего убийцу. Он преследует его до квартиры профессора Миллетта. Внутри выясняется, что убийца — Элеонора. Она признается в убийствах своему бойфренду и оправдывает преступления, сравнивая их с племенными ритуалами, которые он преподает на своих курсах. Когда полиция приближается, Миллетт надевает шлем и убегает на своем мотоцикле, чтобы отвлечь подозрение от Элеоноры. Во время погони с Джаддом и Таджем Миллетт попадает под машину и погибает. Элеонора присутствует на его похоронах, и полиция считает, что дело раскрыто, хотя подразумевается, что Джадд подозревает, что Элеонора и была убийцей, в то время как Миллетт пожертвовал своей жизнью, чтобы защитить её.

## В ролях
- Леонард Манн[англ.] — лейтенант Джадд Остин
- Рэйчел Уорд — Элеонора Аджаи
- Дрю Снайдер[англ.] — Винсента Миллет
- Джозеф Р. Сикари — Тадж
- Николас Кайрис — Гас
- Карен Макдональд — Кэрол Манн
- Аннет Миллер — Хелен Гриффин
- Билл Маккэн — Гэри
- Марго Скиннер — Стиви Кэбот
- Кевин Феннесси — Гарри
- Элизабет Барниц — Ким Моррисон
- Холли Хардман — Кэти
- Меб Боден — Энн Бэррон
- Белл Макдональд — Марджори Арманд

## Производство
Съемки «Вечерней школы» проходили в Бостоне, Массачусетс, в основном в районе Бикон-Хилл, весной 1980 года. Это был второй полнометражный фильм, снятый почти исключительно в Бостоне, после «Ограбления Бринкса». Однако финальный эпизод был снят в Нью-Йорке.
Режиссёром фильма должен был стать Альфред Соле, который снимал «Остров Тани» с Вэнити в главной роли, которая также должна была сниматься в «Вечерней школе». Однако оба выбыли из проекта. Кен Хьюз занял пост режиссёра. Рэйчел Уорд была выбрана после того, как её заметили на обложке журнала.
Продюсер Рут Эвергон вспоминала о работе с режиссёром Кеном Хьюзом: «Кен обладал огромной энергией … Мне просто нравилось работать с ним. Работать с ним было одно удовольствие. Он действительно знал, что делает. Сомневаться было особенно не в чем. Он знал, какие кадры должны быть сделаны при нашем бюджете. Производственная ценность, которую он дал нам вместе с Марком Ирвином [кинематографистом], была замечательной. Я думала, что они действительно создали хороший антураж для фильма».

## Релиз
Премьера фильма состоялась на фестивале фантастического кино в Аворье в январе 1981 году, где выиграл приз за лучший фильм ужасов. Во Франции фильм был выпущен 13 мая, в Великобритании — 4 июля, наконец в США фильм был выпущен 11 сентября 1981 года. В Великобритании фильм был выпущен под названием «Глаза ужаса», его продолжительность была сокращена как для театрального, так и для релиза на домашнем видео, в стране он получил статус video nasty. В Испании фильм получил название «Психо 2» (исп. Psicosis 2) в попытке ввести публику в заблуждение, предполагая, что это сиквел оригинального «Психо» (к слову, его продолжение выйдет только через два года).
Фильм был выпущен на DVD-R компанией Warner Archive Collection 2 ноября 2011 года, а 24 октября 2017 года она же впервые выпустила отреставрированную версию фильма на Blu-ray.